# Egotel barrat
L'egotel barrat (Aegotheles bennettii) és una espècie d'ocell de la família dels egotèlids. És endèmic de l'illa de Nova Guinea (Indonèsia i Papua Nova Guinea), on viu a altituds de fins a 1.000 msnm. Es creu que no hi ha cap amenaça per a la supervivència d'aquesta espècie. Fou anomenat en honor del naturalista britànic George Bennett.